# Synopeas frontalis
Synopeas frontalis är en stekelart som beskrevs av Peter Neerup Buhl 1998. Synopeas frontalis ingår i släktet Synopeas och familjen gallmyggesteklar. Inga underarter finns listade i Catalogue of Life.